# Élzéar de Rastel
Elzéar de Rastel, aussi Elziaire de Rastellis, né à Cavaillon et  mort à Riez le 18 octobre 1597, est un prélat français du XVIe siècle, évêque de Riez de 1577 à sa mort en 1597. Il est fils d'Honoré de Rastel et de Jeanne d'Agar, allié  par sa sœur à la famille de Saint-Sixt, une des plus puissantes et des plus riches d'Avignon.

## Biographie
Elziaire de Rastellis est abbé de Sénanque et de La Ferté-sur-Grone et prieur du Saint-Esprit sur le Rhône. Il succède à André d’Oraison en 1577 comme évêque de Riez. Dès 1578, la ville de Riez retombe au pouvoir des Calvinistes. Leur domination y est de courte durée. Le nouveau gouverneur de Provence, Henri de Valois d'Angoulême, les force à se retirer. Elzéar suivit le parti de la Ligue. Après un voyage à Rome en 1585, il trouva sa ville et son diocèse en proie à la peste, après que plus de 1.200 catholiques eurent péri sous les coups des soldats huguenots commandés par Lesdiguières. 
La Provence et son parlement se divisent en deux partis : la cause royale et la ligue de la foi. La ville de Riez est royaliste. L'évêque de Riez, Elzéar de Rastel, incline du côté des ligueurs. Mais l'évêque est absent et Lavalette, le gouverneur royaliste, convertit en citadelle le château épiscopal du Mont-Saint-Maxime en 1588. Le prélat répond en jurant ouvertement la Ligue. Elzéar de Rastel est dès lors en relations suivies avec les chefs de la Ligue en Provence. Il est envoyé en 1590 au duc de Savoie pour demander des troupes. Rastel vient s'établir dans son château-fort de Montagnac. Mais prévenu à temps, Lavalette arrive, change la garnison, enlève le gouvernement de la ville à de Norante et le donne au sieur de Peyrolles, puis il va assiéger le château de Montagnac, fait prisonnier l'évêque et rase la forteresse en 1590. Elzéar n'a recouvré sa liberté qu'en consentant à s'exiler de son diocèse.
En 1591, Rastel est ambassadeur des ligueurs provençaux auprès du roi d'Espagne, et en 1593, il se rend aux États généraux, convoqués à Paris. Résidant à Cavaillon, dans la maison de sa famille, il consacre les revenus de son évêché à la réparation et à l'embellissement de son église cathédrale. Il fait aussi reconstruire la sacristie et la tour du clocher. C'est encore à lui qu'on doit l'orgue. En 1596, le prélat concède aux religieux ermites de Saint-Augustin l'autorisation de s'établir dans la ville de Valensole et d'y construire un monastère de leur ordre.
La Provence enfin pacifée, la ville de Riez et sa citadelle remises sous l'autorité du roi Henri IV, Elzéar de Rastel peut rentrer dans sa ville épiscopale. Le palais épiscopal transformé en citadelle ayant été démoli, l'évêque est obligé d'en élever un autre, qui est situé entre son église cathédrale et la porte de Saint-Sols ou de Puimoisson, sur la place de la Coquille.